# トルクチューブ

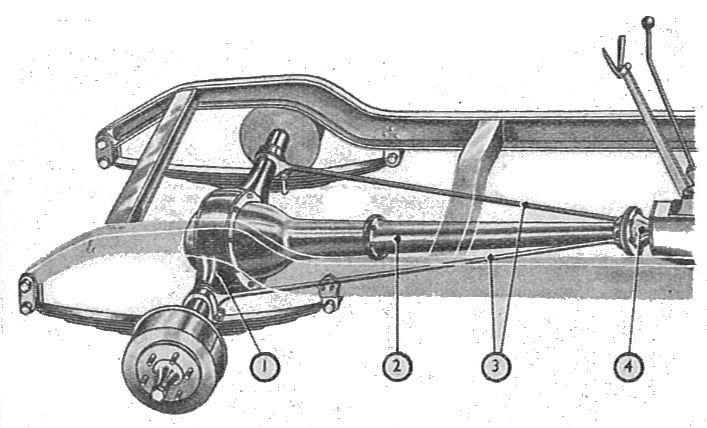
1937年の車両メンテナンス・運転マニュアル。

トルクチューブ（英語: torque tube）システムは、ドライブシャフトを覆う固定ハウジングを含む動力伝達および制動技術である。フロントエンジン・後輪駆動の自動車でしばしば使われた。トルクチューブはトランスミッションと車両後部との間の大径固定ハウジングから構成される。ハウジングは回転している鋼管あるいは小径中実ドライブシャフトを完全に覆っている。ドライブシャフトはエンジンのパワーを通常の差動装置（ディファレンシャル）あるいは差動制限装置（LSD）へ伝達する。トルクチューブの目的は加速および制動中に後部を適切な位置に保つことである。さもなければ、車軸ハウジングが車軸巻き込み（axle wrap）を被ってしまう（ディファレンシャルの前方が加速中に過度に持ち上げられ、制動中に過度に沈み込んでしまう）。現代的な自動車ではトルクチューブは広く使われておらず、ホチキスドライブ方式（ばね受けを使って重ね板ばねへ車軸ハウジングを固定することによって、後部を固定し、加速および制動中の後部の上下動を防ぐ）が一般的に使われる。

## 構造
「トルクチューブ」という名称中の「トルク」は、ドライブシャフトのトルクではなく、車輪によって印加されるトルクを指す。トルクチューブが解決する工学的問題は、いかにして車輪によって生成される牽引力（トラクション）を車体枠（フレーム）へと達するべきかというものである。車輪と車軸を前方向へ動かすトルクは車軸ハウジングとディファレンシャルの「等しく、逆の」反応に遭う（反力）。ディファレンシャルは車輪とは逆向きへ回転したがる（車輪の回転方向と逆向きに空中に自転車が持ち上がるウィリー走行と同様）。本質的な問題はいかにして加速および制動中にディファレンシャルが回転しないようにするかというものである。トルクチューブは、ディファレンシャルハウジングとトランスミッションハウジングを連結させることによってこの問題を解決し、エンジン/トランスミッションを押し上げ、次にエンジンマウントを通じて車体フレームを押し上げる（制動時にはこの逆の動きが起こる）ことによって車を前へ推進させる。対照的に、ホチキスドライブは重ね板ばねやトレーリングアームといったサスペンションの構成要素を使うことによって車体フレームへ牽引力を伝達する。
「トルクボール」と呼ばれる玉継手の一種がトルクチューブの片端で使われ、サスペンションが動くことによる車軸とトランスミッションとの相対運動を許容する。後に、アメリカン・モーターズのランブラー車（1962年から1966年）は、玉継手の位置にフランジとクッションマウントを使用した。トルクチューブは車のボディを車軸に対して横方向には拘束しないため、パナールロッドがこの目的のために使用されることが多い。パナールロッドとトルクチューブを組み合わせることで、リアにおける柔らかい巻きばねの導入が容易になり、乗り心地が良くなる（1937年以後のビュイック車など）。1937年以前は、ビュイック車は重ね板ばねを使用し、パナールロッドを使用していなかったが、トルクチューブでは片持ちバネ式サスペンションを使うことができ、重ね板ばね上の中心マウント車軸よりも柔らかい乗り心地が得られる。
牽引力の伝達に加えて、中空のトルクチューブは回転しているドライブシャフトを内包している。中空トルクボールの内部には、ドライブシャフトの両端間の相対運動を許容する自在継手がある。ほとんどの応用において、ドライブシャフトは単一の自在継手を使用する。自在継手を使用すると、ドライブシャフトが真っ直ぐでない時にシャフトにおいて速度変動が起こるという欠点がある。ホチキスドライブは2つの自在継手を使用する。これは、速度変動を打ち消す効果を持ち、シャフトが真っ直ぐでない時でさえも一定の速度を与える。1963年-1966年のAMCランブラーのV8モデルはダブルカルダン等速継手を使ってドライブシャフトの速度変動を取り除いていたが、6気筒および初期のV8モデルは1つの標準自在継手のみを使用していた。
トルクチューブの設計は典型的に重く、後部にしっかりとつなぎ合わされている。そのため、後部は剛直になり、全ての条件下でよいアラインメントが保証される。しかしながら、トルクチューブとラジアスロッドの大きなばね下重量が原因で、「高速旋回時やでこぼこ路面上では、後部が少し飛び跳ねる」ことがあるかもしれない。